# Martín Weber
Martín Nicolas Weber (ur. 7 czerwca 1994 w Buenos Aires) – argentyński siatkarz, grający na pozycji libero. 
Jego ojcem jest Javier Weber. Był w przeszłości siatkarzem a obecnie jest trenerem klubów.

## Sukcesy klubowe
Mistrzostwo Argentyny:
- 2012

Mistrzostwo Austrii:
- 2022[3]
- 2016, 2017
- 2021

Puchar Austrii:
- 2022[4]

## Sukcesy reprezentacyjne
Mistrzostwa Ameryki Południowej Kadetów:
- 2010

Puchar Panamerykański U-23:
- 2012

Mistrzostwa Ameryki Południowej Juniorów:
- 2012

## Nagrody indywidualne
- 2010: Najlepszy libero Mistrzostw Ameryki Południowej Kadetów
- 2012: Najlepszy libero Mistrzostw Ameryki Południowej Juniorów